# Ч
Ч (červь) je jeden ze znaků cyrilice. Vyslovuje se jako české Č, zapsáno mezinárodním systémem IPA: [ʧ] (s výjimkou ruštiny).
Ч se vyskytuje ve všech slovanských jazycích používajících cyrilici (24. znak v bulharštině, 25. v ruštině, 26. v běloruštině,28. v srbštině a ukrajinštině a 29. v makedonštině), ale vyskytuje se i v abecedách některých neslovanských jazyků.
V ruštině, písmeno “Ч” je vyslovován jemně, který odpovídá zvuku [t͡ɕ] přenášenému ve slovanských jazycích (chorvatský a polský) dopisem “Ć” v latině (v chorvatštině a polštině) a dopis “Ћ” v cyrilice (v srbštině).
Ve značkovacím jazyce html lze znak Ч zapsat jako &#1063; nebo &#x427;, znak malé ч jako &#1095; nebo &#x447;.
V arménském písmu písmenu Ч odpovídá písmeno Չ (չ), v gruzínském písmu písmeno ჭ.
V hlaholici písmenu Ч odpovídá písmeno Ⱍ.